# Minck Adolf
Minck Adolf (1883. szeptember 4. – 1960. május 16.) német származású adventista lelkész, magyar unióelnök, a német adventista egyház vezetője, 1937–1950 között az egyház közép-európai divíziójának elnöke.

## Élete
25 évesen, 1908-ban keresztelkedett és csatlakozott az adventistákhoz, majd 1910-ben megkezdte lelkészi munkáját. 1913-ban Szarajevóban dolgozott, utána 1914-ben Magyarországra helyezték, majd őt is behívták a háborúba.

### Magyarországon
A frontról hazatérve, az I. világháború után újra Magyarországon dolgozott. 
A háború után a Magyar Egyesület terület vezetője lett.
Többek közt (1919-ben) a soproni missziót ő szervezte gyülekezetté.
1921-ben a magyarországi egyház elnöke (unióelnök) lett, amely tisztséget 1932-ig töltötte be. Hivatali ideje alatt az egyház megerősödött.

### Németországban
1933-ban Berlinbe költözött  és a közép-európai egyházi osztály titkára lett. Dolgozott az Advent-Verlag (adventista) kiadóban is, először a magyar szekcióban, majd 1933-tól az általános szekcióban. 1933-ban a negyedéves "Aller Diener" főszerkesztője lett. Részt vett az egészséges életmód népszerűsítésében.
1934–1936 között a Kelet-Német Unió elnöki tisztségét töltötte be, majd a Német Unióközi Egyesület elnöki feladatával bízták meg.
1937-ben a Közép-európai Divízió elnöke lett, ezt a tisztséget a II. világháború utáni időig töltötte be. 1950 után az osztály titkára volt, megszűnt a német egyház feje lenni. Utódja Wilhelm Müller  .
1941 elején Lengyelországba látogatott, hogy megismerje az ottani egyház háborús helyzetét. A látogatás után a lengyel terület a berlini központú német adventista egyház igazgatása alá került. Egyes szerzők értékelése szerint ez mentette meg a lengyel egyházat a felszámolástól.
1950-ig a Közép-európai Divízió elnöke, majd nyugdíjba vonulásáig a divízió osztályvezetőjeként dolgozott.

## Kritika
A német adventista egyház összefonódott Hitler náci rendszerével. 1933 és 1945 között nemcsak az osztrák és német adventista vezetők nem szólaltak fel a nácizmus és árja fajelmélet ellen, hanem azt is megengedték, hogy egyházi kiadványaik ennek az ideológiának alávetődjenek, és Hitler propagandagépezetének kiegészítői lettek. Minck 1941-es levelében írta a náci Németország területi vezetőjének: „Ez alkalomból még egyszer biztosíthatom Önöket arról, hogy felekezetünk tagjai hűségesek maradnak a Führerhez és a Birodalomhoz és támogatják őket alapvető állásfoglalásukban.” 
Míg az adventisták ragaszkodtak a vallásszabadsághoz, a náci rezsim és a II. világháború alatt nem emeltek hangot a zsidók vagy más nemkívánatosnak nyilvánított személyek üldöztetése vagy a megszállt területek embertelen intézkedései ellen. Csendben maradtak, hogy megvédjék magukat. Sőt még a zsidó származásúakat is felmentették egyházi tisztségükből. Ebben az időben, amikor kiadták a vallásszabadság folyóiratukat (Kirche und Staat), hallgattak például az 1933–34-es tisztogatásokról, amikor százakat gyilkoltak meg.
A háború után az adventista Generál Konferencia behatóan foglalkozott a német adventista vezetők tetteivel, de ők továbbra sem voltak hajlandók beismerni, hogy tévedtek. Még mindig azzal védték magukat, hogy amit tettek, az lehetővé tette a saját felekezetük fennmaradását. Minck és a német vezetők nem hitték, hogy bármilyen bibliai alapelvet megsértettek. Úgy vélték, hogy „a Szentírás és Jézus világosan tanítja, hogy a törvény alkalmazása a körülményektől függ”. Minck a Generál Konferencia elnökének, JL McElhany-nak azt írta, hogy betartották Isten törvényét és a tízparancsolatot, de mint mondta, „kicsit másképpen élték meg az egyik vagy másik parancsolatot, mint békeidőben”.